# НК-12
НК-12 — турбогвинтовий авіаційний двигун, розроблений в ДКБ-276 в 1950-х роках. Встановлювався на Ту-95 і на його модифікації, на Ан-22 і на екраноплан A-90 «Орлятко». НК-12 є найпотужнішим серійним турбогвинтовим двигуном у світі. Транспортний Ан-22 «Антей» з двигунами НК-12МА був на момент створення найбільшим літаком у світі.

## Історія створення
У 1946 році в селищі Управлінський, розташованому на березі Волги за 30 км від Куйбишева, був організований дослідний завод № 2. На його базі було сформовано два конструкторських бюро: ДКБ-1, і ДКБ-2, де працювали примусово депортовані в СРСР німецькі інженери-конструктори. На цих ДКБ проводили роботи по проектах трофейних німецьких двигунів Jumo-004, Jumo-012, Jumo-022, BMW 003 і BMW 018. В 1948 році було прийнято рішення об'єднати два ДКБ і зосередити зусилля на розробці одного двигуна — Jumo-022.
В 1951 двигун отримав російське найменування ТВ-2 («турбогвинтовий двигун-2»). Замість звичайного чотирилопатевого пропелера були застосовані співвісні гвинти протилежного обертання. Фахівцям видали нове завдання: побудувати турбогвинтовий двигун великої потужності — 12 000 к.с. Такі двигуни були потрібні для нового стратегічного бомбардувальника Ту-95. Найпростішим методом забезпечити необхідні характеристики нової силової установки було з'єднання разом двох форсованих ТВ-2 з передачею потужності на один загальний редуктор. Однак, спочатку стендові випробування, а потім і катастрофа Ту-95 з двигунами 2ТВ-2Ф показали, що для надійної роботи необхідно створювати новий двигун.
На новому двигуні число ступенів турбіни збільшили до п'яти. Завдяки створенню нового жароміцного сплаву з'явилася можливість підвищити тиск в компресорі і збільшити температуру газу перед турбіною. Для підвищення ККД двигуна виконали велику кількість досліджень щодо зменшення втрат в лопаткових машинах, застосували ущільнюючі вставки, що дозволяють мінімізувати радіальні зазори в турбіні, створили пустотілі охолоджувані лопатки оригінальної конструкції. Був виготовлений новий редуктор для вирішення питання регулювання турбогвинтового двигуна зі співвісними гвинтами протилежного обертання.
На початку 1953 р. закінчилася збірка двигуна. Він отримав позначення ТВ-12. Влітку 1954 року почалися доводочні випробування ТВ-12 на літаючій лабораторії Ту-4ЛЛ. У грудні новий двигун був встановлений на другому прототипі Ту-95 («95-2»). У 1955 році почалося серійне виробництво двигуна на Куйбишевському моторобудівному заводі № 24 під позначенням НК-12.

## Технічний опис[2]

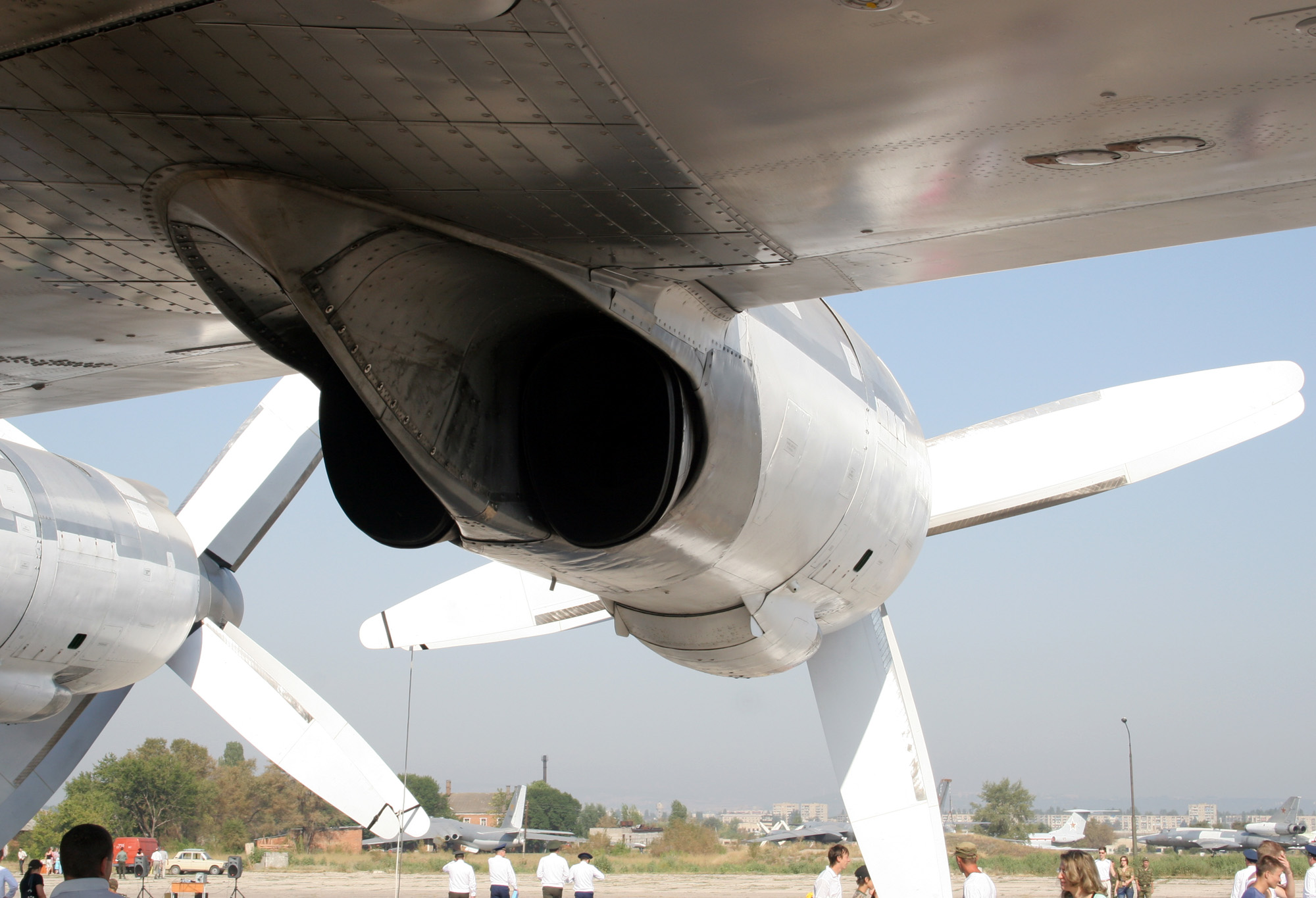
НК-12 на Ту-95

НК-12 складається з редуктора, осьового компресора, камери згоряння, реактивної турбіни і нерегульованого реактивного сопла.
Силова частина двигуна складається з: картера валу заднього гвинта, картера редуктора, картера турбіни, поєднаного з картером редуктора чотирма силовими розкосами, статора турбіни та задньої опори. Ці вузли разом з картером компресора утворюють несну частину двигуна, усередині якої розміщуються ходова частина редуктора з валами повітряних гвинтів, ротор компресора, ротор турбіни, камера згоряння, приводи агрегатів та інші вузли й деталі. Редуктор двигуна — диференційний. Редуктор передає потужність турбіни на співвісний повітряний гвинт (передній гвинт споживає 54,4 % потужності, задній — 45,6 %). Компресор осьовий, 14-ступінчастий з регульованим вхідним напрямним апаратом і з 5 клапанами перепуску повітря дросельного типу з гідравлічним управлінням. На картері компресора розміщуються коробка приводів літакових агрегатів і турбостартер ТС-12М. Камера згоряння кільцевого типу з 12 голівками. Турбіна п'ятиступінчаста, складається з 5 робочих коліс і 5 напрямних апаратів. Двигун працює на авіаційному гасі марок Т-1, ТС-1, Т-2. Система змащення двигуна циркуляційна, під тиском.
Двигун мав безліч досконалих технологічних рішень. Вперше були застосовані: регулювання компресора клапанами перепуску повітря, система регулювання подачі палива в єдиному блоці, автоматичне флюгування гвинтів як система захисту двигуна, регулювання радіальних зазорів в турбіні.

## Технічні характеристики

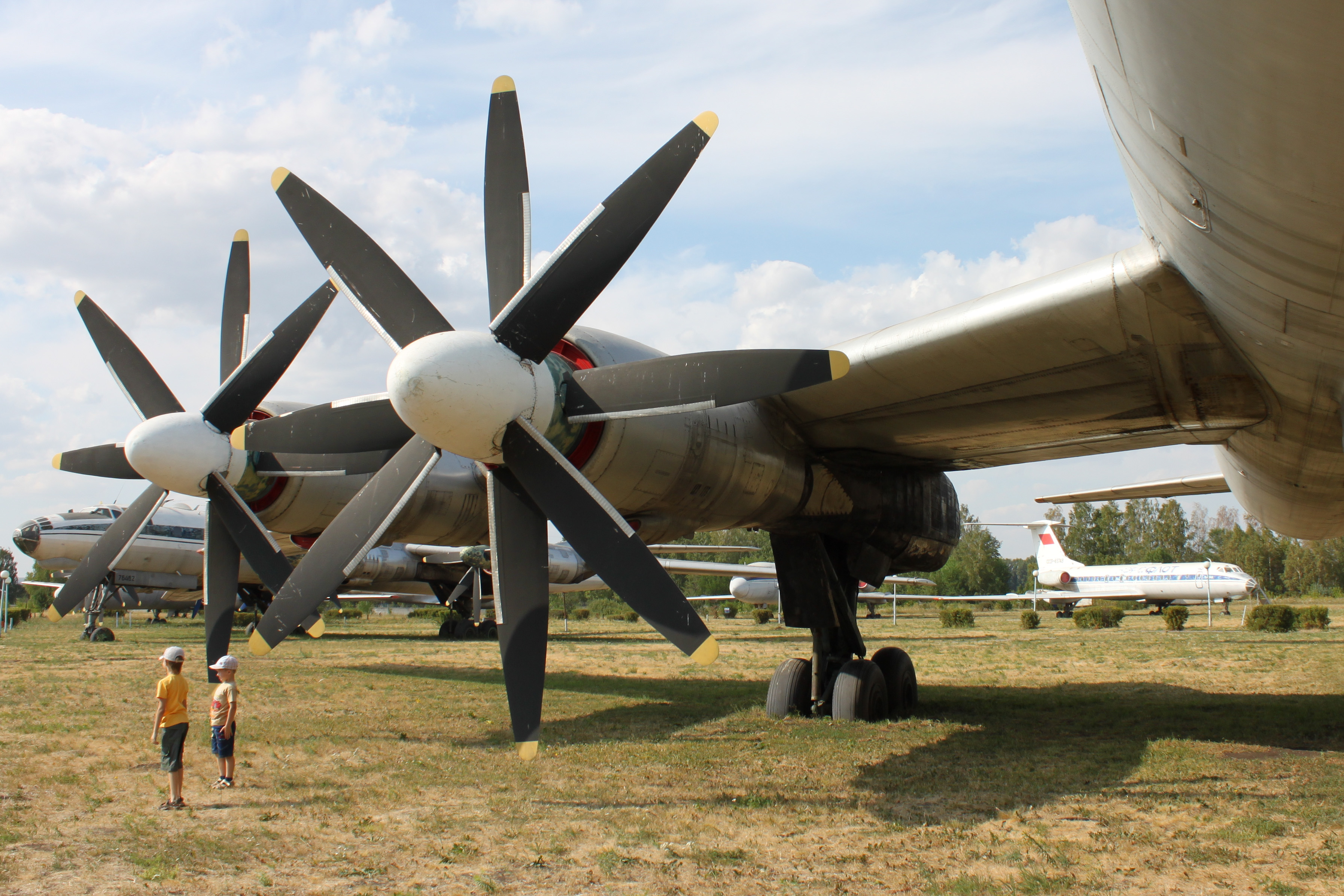
ДвигунНК-12МВ із гвинтами АВ-60 на Ту-114

| Модифікація                        | Jumo 022 (проект) | ТВ-2       | НК-12   | НК-12М       | НК-12МА | НК-12МВ                     | НК-12МК   | НК-12МП         | НК-16 |
| ---------------------------------- | ----------------- | ---------- | ------- | ------------ | ------- | --------------------------- | --------- | --------------- | ----- |
| Застосовувався на                  | проект            | Ан-8 Ту-91 | Ту-95   | Ту-95 Ту-114 | Ан-22   | Ту-95К Ту-114 Ту-126 Ту-142 | «Орлятко» | Ту-95МС Ту-142М |       |
| Виготовлено                        |                   |            | 270     | 578          |         | 806                         |           |                 |       |
| Маса, кг                           | 3000              | 1700       | 2900    | 2900         |         |                             |           | 3500            |       |
| Довжина, мм                        | 5600              | 4200       | 4717    |              |         |                             |           | 4837            |       |
| Діаметр, мм                        | 1080              | 1050       | 1200    |              |         |                             |           | 1620            |       |
| Злітна потужність, к.с.            | 6000              | 5000       | 12500   | 15000        | 15265   | 14795                       | 13465     | 15000           | 16000 |
| Ступінь підвищення тиску           | 5,5               | 5          | 9,3-9,7 | 9,5          |         |                             |           | 9,7             |       |
| Питома витрата палива, кг/к.с.·год | 0,36              | 0,32       | 0,164   | 0,158        |         |                             |           | 0,161           |       |

## Модифікації

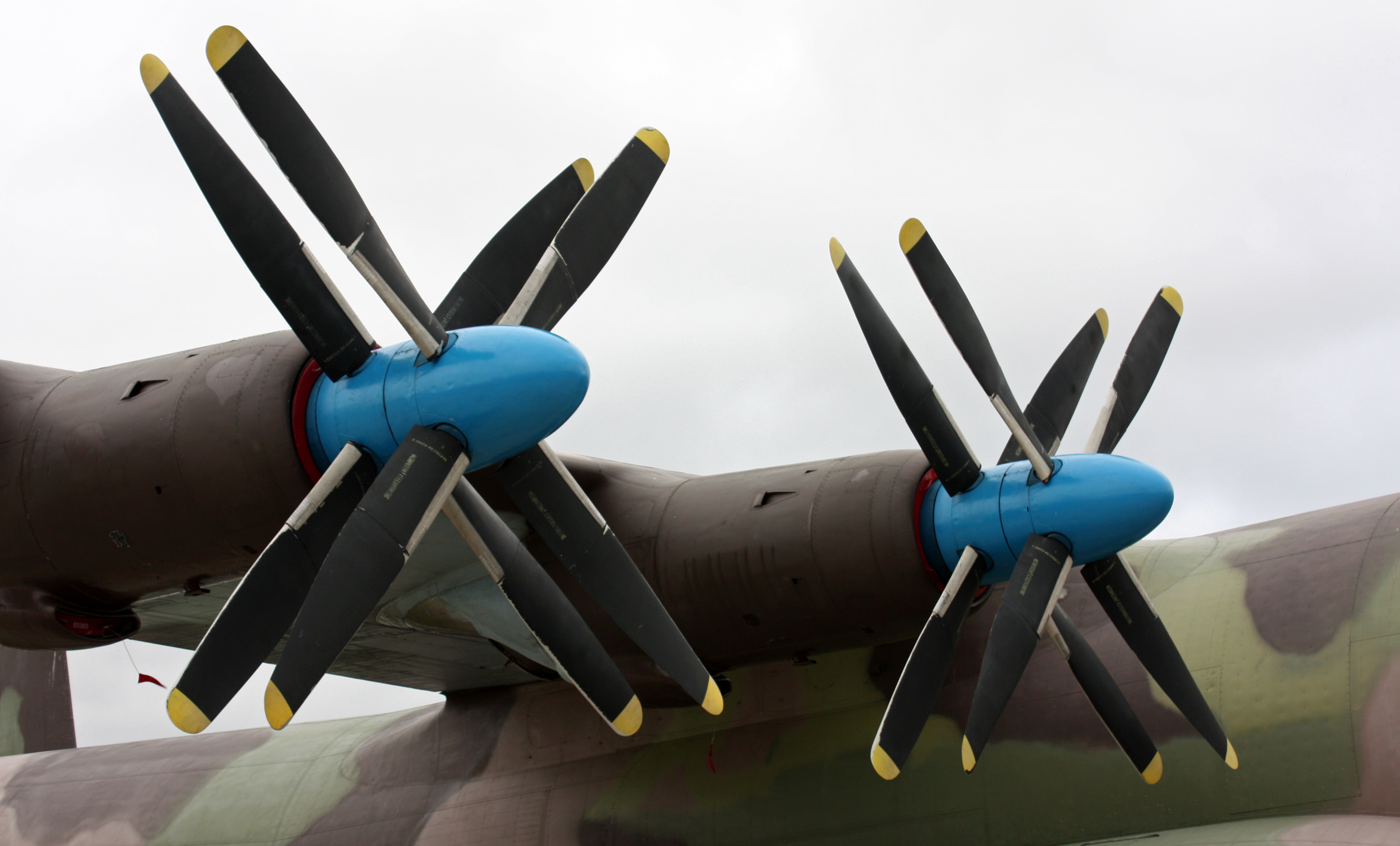
Двигун НК-12МА із гвинтами АВ-90 на Ан-22

- Jumo 022 — німецький проект двигуна, мав 11-ступінчастий компресор.
- ТВ-2 — прототип.
- НК-12 (ТВ-12) — базовий потужністю 12 500 к.с. Встановлювався на перших модифікаціях Ту-95. У 1954–1956 роках виготовлено 270 двигунів.
- НК-12М — модернізований потужністю 15 000 к.с. Розроблено в 1956 році. Встановлювався на Ту-95М. У 1957–1969 роках виготовлено 578 двигунів.
- НК-12МА — двигун для транспортного літака Ан-22. Застосовувалися гвинти збільшеного діаметра АВ-90.
- НК-12МВ — із збільшеним ресурсом. Застосовувалися гвинти АВ-60Н з системою автофлюгірованія. Встановлювався на Ту-95К, Ту-114, Ту-126, Ту-142. У 1960–1962 роках виготовлено 806 двигунів.
- НК-12МК — двигун для екраноплана «Орльонок». Відрізнявся застосуванням в конструкції корозійностійких матеріалів і спеціальних покриттів.
- НК-12МП — двигун для ракетоносія Ту-95МС. Збільшено ресурс, знижена витрата палива, застосовані нові приводи для потужніших генераторів. Встановлювався також на Ту-142 м.
- НК-12МПТ — модернізований двигун для Ту-142. Поставляється в Індію.
- НК-12СТ — привід для газоперекачувальної установки.
- НК-16 (ТВ-16) — висотний, форсований по температурі. Потужність збільшена до 16 000 к.с. Розроблено в 1952 році для дослідного бомбардувальника Ту-96.
- ДТ-4 — двигун для суден на повітряній подушці. Розроблено на Південному турбінному заводі.